# 야마구치 다카히로
야마구치 다카히로(일본어: 山口 貴弘, 1984년 5월 8일 ~ )는 일본의 전 축구 선수이다.

## 구단 경력
그는 2007년부터 2017년까지 J리그의 쇼난 벨마레, V-파렌 나가사키, 오이타 트리니타에서 활동하였다.